# Cultura de Halafe

Localização aproximada das Culturas de Hassuna-Samarra e Halafe, durante o "período 6"

A cultura de Halafe (Halaf) é um período arqueológico da história da Mesopotâmia. Grande parte das suas características foram observadas no sítio arqueológico tel Halafe, que lhe deu o nome. Segundo a Escola de Lyon, esta cultura situa-se dentro do "período 6" da história da Mesopotâmia, juntamente com a Cultura de Hassuna-Samarra.